# 1812 (film)
1812  (Russisch: 1812 год, "Het jaar 1812") is een film uit 1912 van regisseur Vasili Gontsjarov, Kaj Ganzen en Aleksandr Oeralskij. De film toont de Veldtocht van Napoleon naar Rusland in vier delen.

## Rolverdeling
| Acteur                 | Personage |
| ---------------------- | --------- |
| Aleksandra Gontsjarova |           |
| Vasili Gontsjarov      |           |
| Andrej Gromov          |           |
| Pavel Knorr            | Napoleon  |